# Aixama

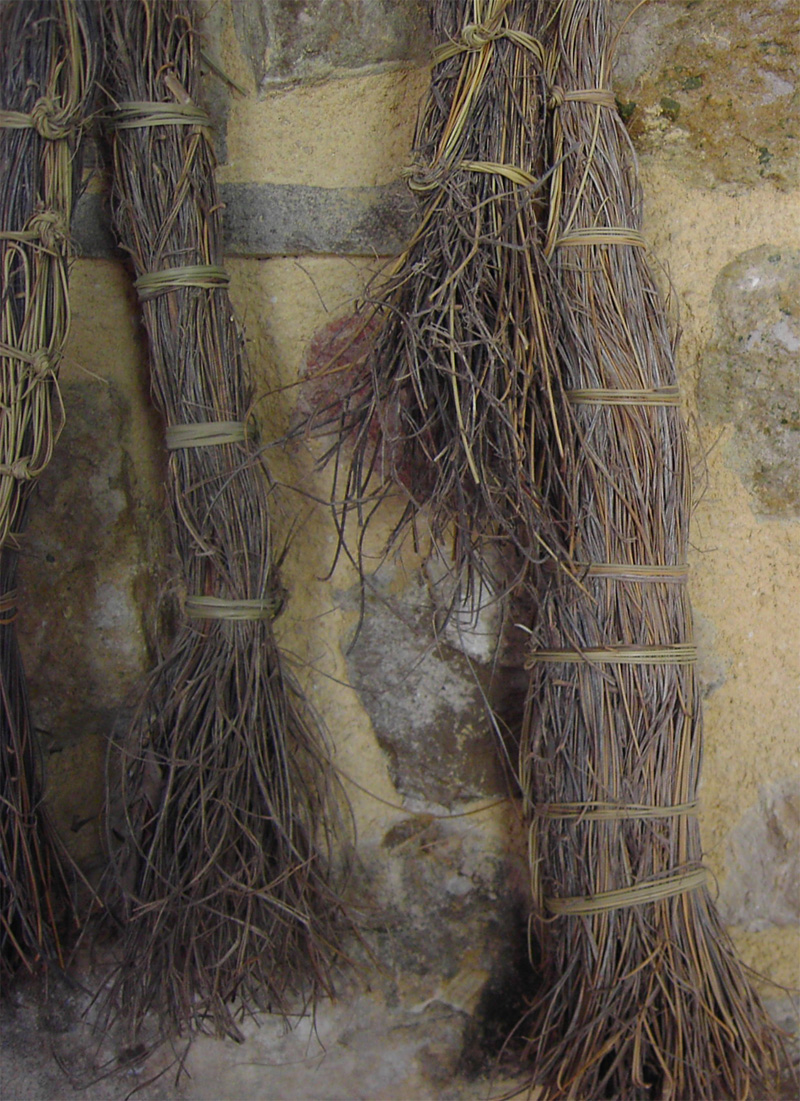
Aixames

Una aixama o falla/es és una espècie de torxa. Tradicionalment s'ha fet combinant l'espart verd amb altre més sec o amb espígol, tot i que també poden utilitzar-se altres herbes per a formar el cos.
L'objectiu d'aquesta torxa és ser cremada la Nit de Nadal (Nit de Maitines) o al vespre. Aquesta acció és coneguda com “Rodar les Aixames”. Actualment aquesta tradició es manté viva a La Riera de Gaià (Tarragona), Relleu (Marina Baixa), Xixona i La Torre de les Maçanes (l'Alacantí), Tibi i Onil (l'Alcoià) i a Petrer (el Vinalopó Mitjà) encara que ací rep el nom de fatxo (a Onil) o falla (a Petrer).
Es pensa que aquesta acció de rodar les aixames en les festes de Nadal era una espècie de ritual, però actualment es desconeix de manera certa el motiu o qualsevol altre dels aspectes que significava l'anomenat ritual de "Rodar les Aixames".